# Gornje Krečane (Republika Serbska)
Gornje Krečane (cyr. Горње Кречане) – wieś w Bośni i Hercegowinie, w Republice Serbskiej, w gminie Modriča. W 2013 roku liczyła 38 mieszkańców.